# Kaduqli
Kaduqli é um dos oito distritos do estado do Cordofão do Sul, no Sudão.